# Борок-1
Борок-1 — деревня в Сямженском районе Вологодской области.
Входит в состав Устьрецкого сельского поселения, с точки зрения административно-территориального деления — в Устьрецкий сельсовет.
Расстояние по автодороге до районного центра Сямжи — 36 км, до центра муниципального образования Усть-Реки — 15 км. Ближайшие населённые пункты — Макаровская, Борок-2, Пуронга, Клоково.
По переписи 2002 года население — 32 человека (12 мужчин, 20 женщин). Всё население — русские.